# Sexy Zone アリーナコンサート 2012
『Sexy Zone アリーナコンサート 2012』（セクシーゾーンアリーナコンサート2012）は、Sexy Zoneの1枚目のライブビデオ。2012年8月15日にポニーキャニオンから発売。

## 概要
2012年3月行われたコンサート「Sexy Zone　アリーナコンサート 2012」の横浜アリーナコンサート映像模様を完全収録したコンサート関連DVDとBlu-ray Discである。初回限定盤は初の単独コンサート「Sexy Zoneファーストコンサート」の東京国際フォーラム映像模様約55分収録した。
初回限定盤(Blu-ray Disc 2枚組)、初回限定盤(DVD 2枚組)と通常盤(Blu-ray Disc)、通常盤(DVD)の4形態リリース。通常盤は初回限定・メンバー別 バック・ジャケット仕様である。

## 収録内容

### 初回限定盤・通常盤
- 横浜アリーナコンサート映像 完全収録 (2012年3月収録)

※カッコ内は原曲アーティスト名。
1. Overture
2. With you
3. Sexy Zone
4. Knock! Knock!! Knock!!!
5. 勇気100%
6. 警察芝居
7. High!! High!! People
8. スキすぎて
9. Lady ダイヤモンド
10. 情熱（KinKi Kids）- 中島健人・菊池風磨
11. 欲望のレイン（KinKi Kids）- 中島健人・菊池風磨
12. Secret Agent Man（Secret Agent）- 佐藤勝利・松島聡・マリウス葉
13. IF YOU WANNA DANCE
14. Can do! Can go!（V6）
15. ビリビリDANCE（中山優馬 w/B.I.Shadow）
16. ララリラ（B.I.Shadow）
17. MC
18. 悪魔な恋（中山優馬 w/B.I.Shadow）- 中島健人・菊池風磨
19. Sexy Zone ～piano ver.～
20. ツキノミチ（KAT-TUN）
21. MOON（KAT-TUN）
22. 罠（ジャニーズJr.）
23. 風をきって
24. Jr.コーナー
25. GAME
26. OVERTURE～ルート・17（男闘呼組）
27. ミッドナイト・シャッフル（近藤真彦）
28. High!! High!! People
29. I see the light ～僕たちのステージ～
30. Lady ダイヤモンド
31. With You
32. Sexy Zone
33. 勇気100%

## 初回限定盤特典
- 特典DISC・Sexy Zoneファーストコンサート（＠東京国際フォーラム）
- ツアードキュメント映像
- スペシャルフォトブック
- 特製クリアジャケットケース
- ポストカード6枚セット(ソロショット5枚+集合ショット1枚)封入